# Championnat d'Amérique du Nord féminin de volley-ball 1993
Navigation
Édition précédente Édition suivante
Le 13e championnat d'Amérique du Nord de volley-ball féminin s'est déroulé du 20 septembre 1993 au 26 septembre 1993 à Colorado Springs, aux États-Unis. Il a mis aux prises les six meilleures équipes continentales.

## Classement final
| Place              | Équipe                 |
| ------------------ | ---------------------- |
| Médaille d'or      | Cuba                   |
| Médaille d'argent  | États-Unis             |
| Médaille de bronze | Canada                 |
| 4                  | Mexique                |
| 5                  | Porto Rico             |
| 6                  | République dominicaine |